# Джаир
Джаир Вейга Франсиско Жуниор (Джаир или Дьяр) (порт. Djair Veiga Francisco Junior; 10 февраля 1991 года, Барретус, Бразилия) — бразильский футболист, центральный полузащитник.

## Биография
Начинал заниматься футболом в юношеских командах «Фигейренсе» и «Интернасьонал». Позднее он перешёл в «Коритибу», за которую дебютировал на взрослом уровне. В 2015 году Джаир переехал в Европу и подписал контракт с чемпионом Албании «Скендербеу». В составе клуба бразилец выступал в групповом этапе розыгрыша Лиги Европы 2015/2016. Позднее был замечен в чемпионате Соломоновых островов, после чего игрок вернулся на родину.
Вызывался в молодежную сборную Бразилии. В 2011 году в составе бразильцев Джаир принимал участие в Панамоамериканских играх.

## Достижения
- Финалист Кубка Бразилии (1): 2011.
- Чемпион штата Парана (3): 2011, 2012, 2013.
- Чемпион Соломоновых островов (1): 2016[1].